# Erlom Achwlediani
Erlom Achwlediani (gruz. ერლომ ახვლედიანი; ur. 23 września 1933 w Tbilisi, zm. 20 marca 2012 w Moskwie) – gruziński pisarz i scenarzysta.

## Życiorys
W 1957 ukończył studia na Uniwersytecie Tbiliskim, a w 1964 wyższe kursy scenarzystów pod kierunkiem Gabriłowicza. Napisał trzy powieści i kilka noweli. Od 1962 do 1999 napisał scenariusze do 19 filmów, zagrał również w czterech filmach. Od 1965 do 1992 wchodził w skład Komitetu Scenarzystów Studia Kartuli Pilmi (Gruzija-film). Napisał m.in. scenariusz do filmu Aprili (Kwiecień, 1961). Jego dzieła zostały przetłumaczone i opublikowane w językach: angielskim, niemieckim, rosyjskim, ormiańskim, czeskim, węgierskim i arabskim. W 1980 otrzymał Nagrodę Państwową ZSRR, a w 2011 Nagrodę Literacką SABA za najlepszą powieść roku.